# Огарково (Владимирская область)
Огарково — упразднённая деревня в Вязниковском районе Владимирской области России.

## География
Урочище находится в северо-восточной части области, в зоне хвойно-широколиственных лесов, в пределах Волжско-Окского междуречья, к югу от автодороги 17Н-134, на расстоянии 23 километров (по прямой) к северо-западу от города Вязники, административного центра района. Абсолютная высота — 129 метров над уровнем моря.

### Климат
Климат характеризуется как умеренно континентальный. Средняя температура воздуха самого холодного месяца (января) — −11,1 °C (абсолютный минимум — −48 °С), средняя максимальная температура воздуха (июля) — +23,3 °С (абсолютный максимум — +37 °С). Годовое количество атмосферных осадков составляет около 607 мм, из которых 413 мм выпадает в период с апреля по октябрь.

## История
В «Списке населенных мест Владимирской губернии по сведениям 1859 года» населённый пункт упомянут как казённая деревня Вязниковского уезда, расположенная в 26 верстах от уездного города. В деревне насчитывалось 12 дворов и проживало 84 человека (40 мужчин и 44 женщины).
По состоянию на 1905 год, в Огаркове имелось 12 дворов и проживало 75 человек. В административном отношении деревня входила в состав Мстерской волости.
По данным 1926 года в деревне имелось 13 крестьянских хозяйств и проживало 90 человек (49 мужчин и 41 женщина). Являлась частью Шустовского сельсовета Мстерской волости.
На момент упразднения входила в состав Осинковского сельсовета Вязниковского района. Упразднена решением облисполкома № 329 от 2 апреля 1973 года как фактически не существующая.